# Karl Schubert (Politiker)
Karl Schubert (* 3. April 1905 in Eger, Österreich-Ungarn; † 11. Juni 1986 in Straubing) war ein deutscher Politiker der CSU.

## Leben
Nach dem Besuch des Humanistischen Gymnasiums in Eger studierte Schubert Erziehungswissenschaften, Philosophie, Germanistik, Kunstgeschichte und Theaterwissenschaft  an der Prager Karls-Universität, promovierte und bestand die Lehramtsprüfung, wodurch er an höheren Schulen unterrichten konnte. Daraufhin war er in der Lehrer- und Volksbildung und im Büchereiwesen tätig. Zum 1. Dezember 1938 trat er der NSDAP bei. Er nahm am Zweiten Weltkrieg teil und beendete diesen als Schwerkriegsbeschädigter. Ende 1945 beteiligte er sich an der Gründung der CSU, bei der er auch der Landesversammlung und dem Landesausschuss angehörte. 1948 zog er in den Straubinger Stadtrat ein. Von 1950 bis 1954 gehörte er erstmals dem Bayerischen Landtag an, in den er über die Wahlkreisliste Niederbayern einzog. Von 1951 bis 1955 saß er im Landesvorstand der CSU, in dieser Zeit hatte er auch den Vorsitz der Union der Vertriebenen inne. Von 1958 bis 1966 war er erneut Abgeordneter im Bayerischen Landtag. 1958 wurde er im Stimmkreis Straubing-Stadt und -Land direkt gewählt, 1962 über die Wahlkreisliste. Einige Jahre lang bekleidete Schubert das Amt des Oberstudiendirektors am Deutschen Gymnasium in Straubing. Darüber hinaus gehörte er auch dem Hauptausschuss der Flüchtlinge und Ausgewiesenen in Bayern, der Sudetendeutschen Landsmannschaft und dem Bayerischen Philologenverband an und war stellvertretender Landesvorsitzender der katholischen Erziehergemeinschaft in Bayern. Während und nach seiner Zeit als Landtagsabgeordneter wurde er vom Landtag als nicht berufsrichterliches Mitglied zum Bayerischen Staatsgerichtshof entsandt.